# Базанов, Пётр Васильевич
Пётр Васи́льевич База́нов (10 января 1923 года — 4 сентября 2003 года) — лётчик-ас, заместитель командира эскадрильи 3-го гвардейского истребительного авиационного полка 235-й истребительной авиационной дивизии 10-го истребительного авиационного корпуса 2-й воздушной армии 1-го Украинского фронта, гвардии капитан, Заслуженный военный лётчик СССР (1966), Герой Советского Союза, сбивший 22 самолёта противника лично и 6 в группе.

## Биография
Родился 10 января 1923 года в деревне Рамешки Шаховского района Московской области. После окончания школы ФЗУ работал на Люблинском литейно-механическом заводе. Учился в Подольском аэроклубе. Призван Подольским военкоматом в ряды РККА в январе 1941 г. Член ВКП(б) с 1942 года.

Учился в 1-й военной школе летчиков имени Мясникова. Летал на самолетах Ут-2 и УТИ-4.

На войне с 23 сентября 1942 года. Прибыл в 3-й гвардейский истребительный авиационный полк в августе 1942 года из 13-го запасного истребительного полка. Переучился на самолет Ла-5.
Заместитель командира эскадрильи 3-го гвардейского истребительного авиационного полка 235-й истребительной авиационной дивизии 10-го истребительного авиационного корпуса 2-й Воздушной армии капитан Базанов Пётр Васильевич 26 октября 1944 года удостоен звания Герой Советского Союза. Золотая Звезда № 5286.
За время войны Базанов выполнил 362 боевых вылета, провел 62 воздушных боя, сбил 18 самолетов противника лично и 2 в группе.
После войны продолжал службу в ВВС. Переучился на реактивные самолеты в 1947 году. Освоил Як-15, МиГ-9, МиГ-15. Принимал активное участие в переучивании полков истребительной авиации на новые типы самолетов и их боевое применение.
В 1958 году окончил Военно-Воздушную академию, а в 1973 году Высшие Академические курсы руководящего состава частей ВВС.

Продолжал освоение новых типов самолетов МиГ-17, МиГ-19, МиГ-21, МиГ-23. Освоил более 20 типов боевых самолетов и вертолетов. На МиГ-23 он летал до 1984 г. 

Командовал истребительным полком, дивизией. В 1966 году получил звание «Заслуженный военный лётчик СССР».

В период с мая 1972 по апрель 1974 года — командующий 1-й Краснознаменной воздушной армией (Дальний Восток, бывшая 29-я ВА и 54-я ВА, 1-я особая Дальневосточная Армия).

Продолжал службу в Главном штабе ВВС. С 1985 года — в отставке.
Возглавлял Совет ветеранов Северо-Восточного административного округа города Москвы.

Умер 4 сентября 2003 года. Похоронен на Троекуровском кладбище.

Могила Базанова на Троекуровском кладбище Москвы.

## Награды
- Медаль «Золотая Звезда» Героя Советского Союза (№ 5286)[3]
- Орден Ленина[3]
- Орден Октябрьской Революции
- орден Красного Знамени (27.08.1943)[4]
- орден Красного Знамени
- орден Отечественной войны 1-й степени (18.12.1942)[1]
- орден Отечественной войны 1-й степени (03.02.1944)[5]
- орден Отечественной войны 1-й степени (06.04.1985)[6]
- Орден Красной Звезды (21.06.1943)[7]
- Орден Красной Звезды[8]
- Орден Красной Звезды
- Орден «За службу Родине в Вооружённых Силах СССР» 3-й степени
- медали

## Память
- Почётный гражданин города Ивано-Франковск.
- Бюст на Аллее Героев в Шаховской.
- Мемориальная доска на Аллее Героев в Корсунь-Шевченковском